# جيرارد غومباو
جيرارد غومباو (بالإسبانية: Gerard Gumbau) (18 ديسمبر 1994 إسبانيا - ) هو لاعب كرة قدم إسباني، يلعب كلاعب وسط.

## روابط خارجية
- جيرارد غومباو على موقع الاتحاد الدولي (مؤرشف)  (الإنجليزية)
- جيرارد غومباو على موقع الاتحاد الأوربي (الإنجليزية)
- جيرارد غومباو على موقع قاعدة بيانات كرة القدم.إي يو (الإنجليزية)
- جيرارد غومباو على موقع Soccerbase.com (لاعب) (الإنجليزية)
- جيرارد غومباو على موقع Soccerway.com (الإنجليزية)
- جيرارد غومباو على موقع عالم كرة القدم.نت (الإنجليزية)